# 朱利短身電鰻
朱利短身電鰻，為輻鰭魚綱電鰻目短吻電鰻科的其中一種，為亞熱帶淡水魚，分布於南美洲巴西東南部淡水流域，體長可達18.6公分，棲息在底中層水域，生活習性不明。

## 扩展阅读
維基物種上的相關：朱利短身電鰻